# Una sola Cina
     Repubblica Popolare Cinese (RPC)
     Repubblica di Cina (RDC)
     Paesi che riconoscono solo la RPC
     Paesi che riconoscono solo la RDC
     Paesi che riconoscono la RPC e intrattengono relazioni informali con la RDC

La politica di "Una Sola Cina" nella pratica:
Repubblica Popolare Cinese (RPC)
Repubblica di Cina (RDC)
Paesi che riconoscono solo la RPC
Paesi che riconoscono solo la RDC
Paesi che riconoscono la RPC e intrattengono relazioni informali con la RDC

Una sola Cina (一個中國T, 一个中国S, yī gè ZhōngguóP) è una posizione politica secondo cui esiste un solo Stato-nazione nel mondo sotto il nome di "Cina". Secondo questo principio, la Cina continentale, Hong Kong, Macao e Taiwan fanno parte di quest'unica entità nazionale.
La Cina rifiuta gli scambi diplomatici e commerciali con Paesi contrari a tale principio. La maggior parte dei paesi della comunità internazionale e dell'ONU ha accettato questo principio a partire dagli anni settanta.

## Posizione della Repubblica Popolare Cinese

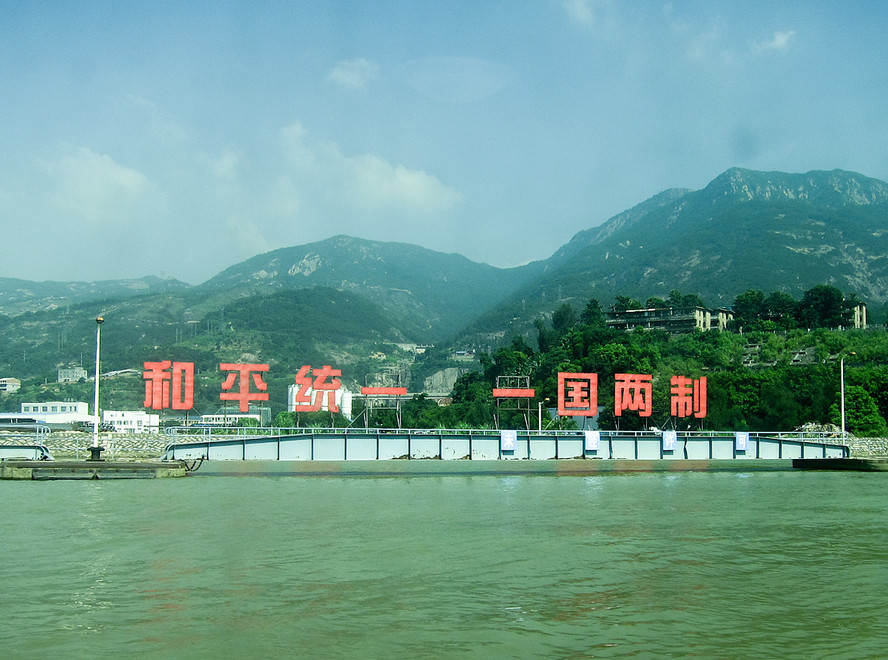
Un cartello di propaganda nel distretto di Mawei (RPC), rivolto verso le isole Matsu (RDC), che proclama: "Riunificazione pacifica, Un Paese, due sistemi."

La Repubblica Popolare Cinese (RPC) ha stabilito il principio di "una sola Cina" in seguito allo spostamento del governo nazionalista del Kuomintang sull'isola di Taiwan, nel 1949. Secondo questo principio, Taiwan ma anche Hong Kong, Tibet, Macao e Xinjiang fanno parte di una Cina unita. Tale idea è sostenuta attivamente dal governo della Repubblica Popolare Cinese, la quale definisce l'isola di Taiwan de facto come una semplice "provincia ribelle" di cui mai si potrà riconoscere l'indipendenza.
Nel 1950, il premier Zhou Enlai affermò che il principio che Taiwan fa parte della Cina è "non solo un fatto storico ma è affermato dalla Dichiarazione del Cairo, dalla Dichiarazione di Potsdam e dalle condizioni dopo la resa del Giappone."
La RPC chiede a qualsiasi Paese che voglia intrattenere relazioni diplomatiche ed economiche con essa di sottoscrivere questo principio.
Questa posizione è istituzionalizzata dalla legge anti-secessione della RPC del 2005.
Le fonti ufficiali e i media statali non si riferiscono mai al "governo della RDC", e raramente al "governo di Taiwan". Invece, il governo di Taiwan è denominato "autorità di Taiwan".
La RPC non accetta o timbra i passaporti della Repubblica di Cina. I residenti di Taiwan che visitano la Cina continentale devono utilizzare un permesso di ingresso cinese. Hong Kong concede l'ingresso senza visto ai titolari di un permesso; mentre i titolari di un passaporto taiwanese devono richiedere una registrazione pre-arrivo. Macao concede l'ingresso senza visto ai titolari del permesso e del passaporto.

## Posizione di Taiwan (Repubblica di Cina)

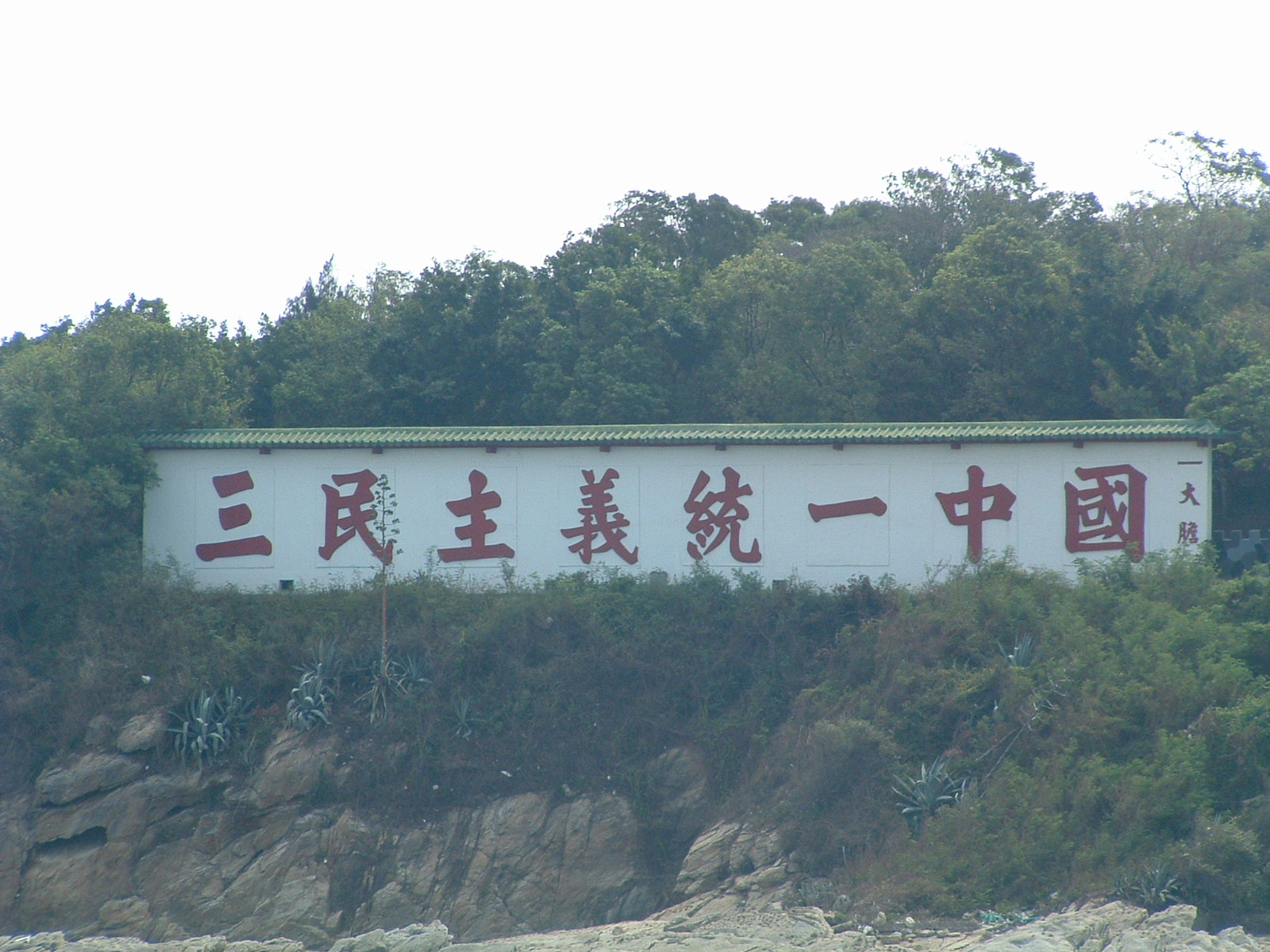
Un cartello di propaganda sull'isola di Dadan (RDC), rivolto verso Xiamen (RPC), che proclama: "I Tre Principi del Popolo uniscono la Cina"

Nonostante il Kuomintang (KMT), dopo la presa del potere da parte del Partito Comunista Cinese nel 1949, abbia governato de facto unicamente l'isola di Taiwan, la Repubblica di Cina ha mantenuto Nanchino come sua capitale amministrativa ufficiale. In base alla Costituzione della Repubblica di Cina, si rivendica ancora la sovranità sui territori della Cina continentale, di Macao e di Hong Kong. Tuttavia, Taiwan non ha attivamente rivendicato la sovranità sulla terraferma dalla fine degli anni '90.
I partiti della Coalizione pan-azzurra di Taiwan accettano de iure la politica di una sola Cina, negando ogni legittimità al regime della RPC. In particolar modo, nel 2006, l'ex presidente del Kuomintang (KMT) Ma Ying-jeou ha dichiarato che "una sola Cina è la Repubblica di Cina".
Al contrario, i partiti della Coalizione pan-verde taiwanese respingono la posizione di Una sola Cina, preferendo considerare Taiwan come uno Stato-nazione "separato e diverso" dalla Cina. Inoltre, propongono che il governo di Taipei abbandoni le sue pretese sulla Cina continentale e dichiari Taiwan come stato indipendente, senza legami politici con la RPC. Anche tale posizione è respinta nettamente dal governo della RPC.
Dopo le proteste del 2019 a Hong Kong, Tsai Ing-wen (蔡英文), presidente di Taiwan, eletta nel 2016 e rieletta nel 2020, ha ribadito la sua contrarietà alla formula "un paese due sistemi" che la Repubblica popolare cinese vuole imporre a Taiwan per giustificare una riunificazione. Secondo Tsai Ing-wen, Taiwan è de facto un paese indipendente. In relazione a ciò, i paesi che decidono di riconoscere la Repubblica di Cina non sono preclusi dall'avere relazioni con la Repubblica Popolare Cinese. Ad oggi, tuttavia, tutti i paesi che mantengono legami ufficiali con Taipei continuano a riconoscere la RDC come l'unico governo legittimo della Cina.
La RDC non riconosce né timbra i passaporti della RPC. I residenti cinesi che visitano Taiwan o altri territori sotto la sua giurisdizione devono presentare un permesso di ingresso e di uscita rilasciato dalle autorità taiwanesi.

## Posizione di altri paesi nel mondo
La Repubblica Popolare Cinese non consente alcuna relazione commerciale o diplomatica con paesi che non riconoscono la politica di una sola Cina. La maggior parte dei paesi (circa 160) ha scelto di mantenere relazioni diplomatiche con la RPC, interrompendo quindi quelle con Taiwan. Tuttavia, molti paesi vi mantengono uffici di rappresentanza.

### Stati Uniti

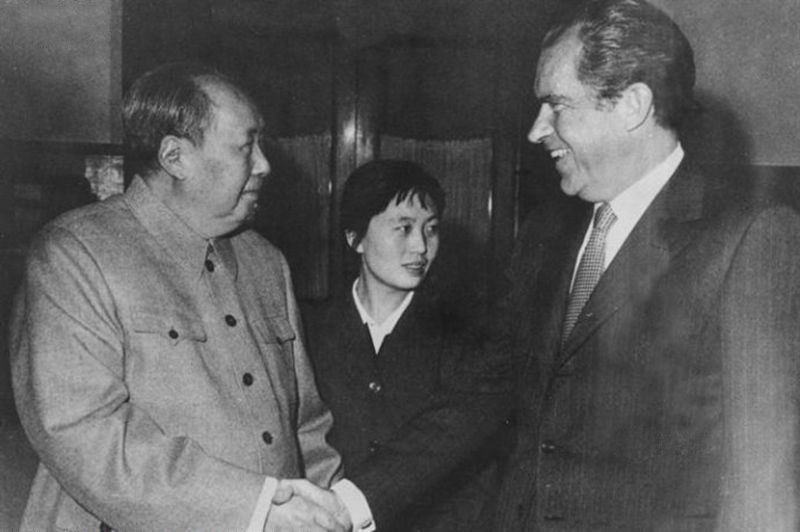
Mao Zedong accoglie il presidente degli Stati Uniti Richard Nixon durante la sua visita in Cina nel 1972

La politica di una sola Cina degli Stati Uniti è stata dichiarata per la prima volta durante la visita di Nixon in Cina del 1972, ed ufficializzata nel Comunicato di Shanghai: "gli Stati Uniti riconoscono che i cinesi su entrambi i lati dello stretto di Taiwan sostengono che c'è solo una Cina e che Taiwan fa parte della Cina. Gli Stati Uniti non contestano questa posizione."
Un recente studio suggerisce che tale mossa da parte di Nixon non era destinata a compiacere il governo della RPC, ma rifletteva il desiderio dell'amministrazione di Washington di spostare la responsabilità sulla risoluzione della controversia alle "persone più direttamente coinvolte" – ovvero Cina e Taiwan – e di condurre relazioni bilaterali nella regione.
Al culmine della scissione sino-sovietica e del conflitto sino-vietnamita, gli Stati Uniti cambiarono strategicamente il riconoscimento diplomatico dalla Repubblica di Cina (RDC) alla Repubblica Popolare Cinese (RPC) il 1º gennaio 1979, sotto l'amministrazione di Jimmy Carter. Il Congresso rispose rapidamente approvando il Taiwan Relations Act, che definiva le relazioni con la RDC. Venne anche richiesto che gli Stati Uniti fornissero a Taiwan armi sufficienti per mantenere la sua autodifesa, senza tuttavia impegnarsi nel difendere Taiwan in caso di invasione.
Nel 1982, il presidente Ronald Reagan approvò l'adozione delle Sei Assicurazioni, la quinta delle quali stabiliva che gli Stati Uniti non avrebbero formalmente riconosciuto la sovranità cinese su Taiwan.
Gli Stati Uniti non hanno mai espresso una dichiarazione esplicitamente immutabile sul fatto che ritengano Taiwan indipendente o meno. Invece, Washington afferma semplicemente di comprendere le rivendicazioni della RPC su Taiwan come proprie. Tutt'oggi, la politica degli Stati Uniti verso Taiwan rimane ambigua.

### Giappone
Il comunicato congiunto Giappone-RPC del 1972 pose le basi verso la normalizzazione diplomatica nelle relazioni sino-giapponesi. Tale trattato afferma che il governo del Giappone comprende pienamente e rispetta la posizione del governo della Repubblica Popolare Cinese sul fatto che "Taiwan è una parte inalienabile del territorio della Repubblica Popolare Cinese", attenendosi fermamente ai sensi dell'articolo 8 della Dichiarazione di Potsdam.
Il Giappone ha riconosciuto la Repubblica Popolare Cinese "come l'unico governo legale della Cina" a partire dal 1975, ma ha mantenuto una posizione ambigua riguardo alla pretesa sovranità della RPC sull'isola di Taiwan.

### Russia
Nel 1949, l'Unione Sovietica riconobbe la Repubblica Popolare Cinese come unico governo legale della Cina. La RDC di Taiwan annullò il Trattato sino-sovietico di amicizia e alleanza in risposta. L'Unione Sovietica votò per l'ammissione della RPC all'ONU nel 1971.
Come con le passate leadership, il governo russo ha accettato il suo sostegno per la politica di una sola Cina, affermando che Taiwan è "una parte inalienabile della Cina, e si oppone a qualsiasi forma di indipendenza", come stabilito nell'articolo 5 del Trattato di amicizia sino-russo del 2001.